# أحمد الصويدق
أحمد الصويدق الشلوي (1918 في طبرق - 22 أكتوبر 2020 في بنغازي) سياسي ليبي، وهو أول وزير للشباب والرياضة في ليبيا، والوحيد الذي تولى ذلك المنصب في العهد الملكي.
تولى الوزارة في أبريل 1967 (فترة حكومة حسين مازق) وحافظ على منصبه في الحكومات التالية: عبد القادر البدري، وعبد الحميد البكوش، وونيس القذافي، حتى وقوع انقلاب 1 سبتمبر 1969 الذي أنهى الحكم الملكي.
تولى قبل ذلك وزارة الاقتصاد في حكومة مازق (أكتوبر 1965-أبريل 1967).
توفي في بنغازي في 22 أكتوبر 2020.